# Гремячье (Калининградская область)
Гремячье (до 1938 — Гросс Бершкаллен нем. Groß Berschkallen, в 1938-1946 — Биркен нем. Birken) — посёлок в Черняховском районе Калининградской области. Входит в состав Каменского сельского поселения.

## Население
| 1910 | 1933 | 1939 | 2002 | 2010 |
| ---- | ---- | ---- | ---- | ---- |
| 500  | ↗551 | ↗732 | ↘335 | ↘262 |

## История
Впервые упоминается как Perschkallen в 1614 году. C 1736 года — центр прихода. В 1874-1945 годах — центр одноименного административного округа. Округ Гросс Бершкаллен (Биркен) относился к району Инстербург правительственного округа Гумбиннен. Первоначально включал в себя 12 муниципальных образований, затем их число уменьшилось до 6.
На рубеже XVIII—XIX веков в Гросс Биршкаллене была построена кирха.
В 1910 году население Гросс Бершкаллен составляло 500 человек.
В 1938 году властями гитлеровской Германии Гросс Биршкаллен был переименован в Биркен в рамках кампании по упразднению в Восточной Пруссии топонимики прусско-литовского происхождения.
В 1946 году Биркен был переименован в поселок Гремячье.

## Объекты культурного наследия
местного значения:
- Кирха 1892 года;
- Памятник погибшим в годы Первой мировой войны.